# 台雲寺 (朝霞市)
台雲寺（だいうんじ）は、埼玉県朝霞市にある真言宗智山派の寺院。

## 歴史
創建年代は不明である。ただ江戸時代後期の地誌『新編武蔵風土記稿』によれば、「元徳二年（1330年）」「応永十六年（1409年）」の板碑があったとしていることから、おそらくは鎌倉時代末期に創建されたものと推測される。
かつては、現在地より約100メートル東の「堂山」に位置していた。この名称は当寺が由来である。後に天文年間（1532年 - 1555年）に法印定政によって中興された。その際に現在地に移転した。

## 文化財
- 鉄造阿弥陀如来立像（朝霞市指定文化財 平成6年3月25日指定）[3]

## 交通アクセス
- 朝霞駅より徒歩15分。